# Arturo Ruiz-Castillo y Basala
Arturo Ruiz-Castillo y Basala (Madrid, 9 de desembre de 1910 - ibídem, 18 de juny de 1994) va ser un director de cinema espanyol.

## Biografia
Fill de l'editor José Ruiz-Castillo (fundador de Biblioteca Nova), es va llicenciar en Ciències Exactes per la Universitat de Madrid i va iniciar estudis d'Arquitectura, però es va dedicar professionalment al teatre i al cinema. En 1932 va participar, amb Eduardo Ugarte i Federico García Lorca, en la fundació del grup de teatre ambulant universitari La Barraca, en el qual va col·laborar com a tècnic i dibuixant. Molt actiu en l'escena cultural de la II República, va impulsar els anomenats camions-llibreries i va organitzar la Fira del Llibre en Madrid en 1935.
La seva labor com a director de cinema s'inicia en 1933 amb curtmetratges avantguardistes al costat de Gonzalo Menéndez Pidal y Goyri. El seu treball com a director de documentals es va prolongar fins a 1945. Amb posterioritat va crear la productora Horizonte Films i dirigí pel·lícules com Las inquietudes de Shanti Andía (1946), El santuario no se rinde (1949), Catalina de Inglaterra (1951), La laguna negra (1952), El guardián del paraíso (1954), Los ases buscan la paz (1955), Pachín (1961) o El capitán O'Hara (1964).
Va dirigir també la primera sèrie en la història de la televisió d'Espanya: Los Tele-Rodríguez (1957), para TVE.

## Premis
En la tercera edició de les medalles del Cercle d'Escriptors Cinematogràfics va obtenir el Premi Gimeno per la seva direcció de les pel·lícules Las inquietudes de Shanti Andía i Obsesión.